# Marianna (Florida)
Marianna település az Amerikai Egyesült Államok Florida államában, Jackson megyében, melynek megyeszékhelye is. Lakosainak száma 6245 fő (2020. április 1.).

## Népesség
A település népességének változása:

| 2010 | 6 102 |
| 2020 | 6 245 |